# Bucik
Bucik je priimek v Sloveniji, ki ga je po podatkih Statističnega urada Republike Slovenije na dan 1. januarja 2010 uporabljalo 147 oseb in je med vsemi priimki po pogostosti uporabe uvrščen na 3.054. mesto.
Priimek je povezan z banjško planoto in okolico.

## Znani slovenski nosilci priimka
- Aleš Bucik (*1956), politik, župan
- Ana Bucik Jogan (*1993), alpska smučarka
- Avgust Andrej Bucik (1887—1951), slikar
- David Bucik (*1974), kuhar
- Franc Bucik, pravnik, odvetnik
- Gregor Bucik, arhitekt, oblikovalec?
- Kaja Bucik Vavpetič (*1987), prevajalka,
- Nataša Bucik (*1962), razvojna psihologinja, mladinska literarna urednica, pospeševalka bralne kulture med mladimi
- Katja & Tjaša Bucik, plesalki in koreografinji
- Valentin Bucik (*1961), psiholog, univ. profesor (UL)